# 毛荷莲豆草
毛荷莲豆草（学名：Drymaria villosa）为石竹科荷莲豆草属下的一个种。